# Serie A AIFA 1984
La Serie A AIFA 1984 è stato il massimo livello del campionato italiano di football americano nel 1984. È stato il quarto campionato organizzato dall'Associazione Italiana Football Americano.
Visto il crescente successo del football in Italia (il superbowl dell'anno precedente fu giocato davanti a 10.000 spettatori) e il continuo aumento di squadre iscritte, a partire dal 1984 l'AIFA strutturò il campionato su due livelli, come per la maggior parte degli altri sport di squadra. Le squadre iscritte raggiunsero il numero record di 48, divise in 24 in Serie A e altrettante in Serie B.

## Partecipanti
Alle 18 squadre che avevano dato vita al campionato 1983, si aggiunsero sei formazioni, portando le iscritte alla nuova Serie A a 24 unità. I gironi passarono da 3 a 4.
Nuove iscritte
- Gladiatori Roma (dalla LIF)
- Condor Grosseto
- Muli Trieste
- Virgilio Mantova
- Climbers Rovereto
- Squali Genova

## Regular season
Le prime due classificate di ogni girone accedono ai playoff. L'ultima classificata retrocede in serie B.

### Girone Ovest

#### Risultati
| 1984                                                                    | Riders Sesto San Giovanni | 12 – 18                             | Squali Genova |  |
| \| \| \| \| \| ? \| Marcatori \| Steele (TD) Steele (TD) Steele (TD) \| |                           |                                     |               |  |
|                                                                         |                           |                                     |               |  |
| ?                                                                       | Marcatori                 | Steele (TD) Steele (TD) Steele (TD) |               |  |

| 1984 | Squali Genova | 8 – 27 (0-0 8-16 0-2 0-9) | Giaguari Torino | (3500 spett.) |
| \| \| \| \| \| Steele Q2 (TD) 6yd run Team Q2 (saf) \| Marcatori \| Morrow Q2 (TD) pass from Coppa Orla Q2 (tpc) rush Paschetto Q2 (TD) 6yd run Steele Q2 (tpc) rush Team Q3 (saf) Team Q4 (saf) Morrow Q4 (TD) pass from Coppa Chieppa Q4 (pat) \| |               | |                 |               |
| |               | |                 |               |
| Steele Q2 (TD) 6yd run Team Q2 (saf) | Marcatori     | Morrow Q2 (TD) pass from Coppa Orla Q2 (tpc) rush Paschetto Q2 (TD) 6yd run Steele Q2 (tpc) rush Team Q3 (saf) Team Q4 (saf) Morrow Q4 (TD) pass from Coppa Chieppa Q4 (pat) |                 |               |

| 1984 | Squali Genova | 0 – 39 (0-0 0-24 0-0 0-15) | Tauri Torino | (3000 spett.) |
| \| \| \| \| \| \| Marcatori \| Belforte Q2 (TD) 3yd run Dho Q2 (TD) 3yd run Tempo Q2 (TD) 40yd punt return Miano Q2 (TD) 37yd run Dho Q4 (TD) 30yd run Cremonini Q4 (tpc) rush Cremonini Q4 (TD) 2yd run Dho Q4 (pat) \| |               | |              |               |
| |               | |              |               |
| | Marcatori     | Belforte Q2 (TD) 3yd run Dho Q2 (TD) 3yd run Tempo Q2 (TD) 40yd punt return Miano Q2 (TD) 37yd run Dho Q4 (TD) 30yd run Cremonini Q4 (tpc) rush Cremonini Q4 (TD) 2yd run Dho Q4 (pat) |              |               |

| 1984 | Rams Milano | 12 – 0 | Squali Genova |  |

| 1984                                                                        | Squali Genova | 7 – 0 (0-0 7-0 0-0 0-0) | Mastini Ivrea | (800 spett.) |
| \| \| \| \| \| Gobbi Q2 (TD) 20yd run Polesello Q2 (pat) \| Marcatori \| \| |               |                         |               |              |
|                                                                             |               |                         |               |              |
| Gobbi Q2 (TD) 20yd run Polesello Q2 (pat)                                   | Marcatori     |                         |               |              |

| 1984 | Squali Genova | 25 – 12 (6-6 7-6 6-0 6-0)                    | Riders Sesto San Giovanni | (700 spett.) |
| \| \| \| \| \| Gobbi Q1 (TD) 10yd run Gobbi Q2 (TD) run Polesello Q2 (pat) Gobbi Q3 (TD) run Patterson Q4 (TD) pass from Biancardi \| Marcatori \| Parisotto Q1 (TD) 75yd run Sanna Q2 (TD) run \| |               |                                              |                           |              |
| |               |                                              |                           |              |
| Gobbi Q1 (TD) 10yd run Gobbi Q2 (TD) run Polesello Q2 (pat) Gobbi Q3 (TD) run Patterson Q4 (TD) pass from Biancardi                                                                                | Marcatori     | Parisotto Q1 (TD) 75yd run Sanna Q2 (TD) run |                           |              |

| 1984 | Giaguari Torino | 40 – 12 | Squali Genova |  |

| 1984 | Tauri Torino | 52 – 0 | Squali Genova |  |

| 1984 | Squali Genova | 0 – 36 (0-0 0-0 0-18 0-18) | Rams Milano | (500 spett.) |
| \| \| \| \| \| \| Marcatori \| Talone Q3 (TD) interceipt return Bardeschi Q3 (TD) pass from Crosti Menardo Q3 (TD) Primavesi Q4 (TD) 25yd interceipt return ? Q4 (TD) Vittorelli Q4 (TD) pass from Kelner \| |               | |             |              |
| |               | |             |              |
| | Marcatori     | Talone Q3 (TD) interceipt return Bardeschi Q3 (TD) pass from Crosti Menardo Q3 (TD) Primavesi Q4 (TD) 25yd interceipt return ? Q4 (TD) Vittorelli Q4 (TD) pass from Kelner |             |              |

| 1984 | Mastini Ivrea | 12 – 0 | Squali Genova |  |

#### Classifica

##### Girone Ovest
| Pos. | Squadra                   | %V   | G  | V | N | P | PF  | PS  |
| ---- | ------------------------- | ---- | -- | - | - | - | --- | --- |
| 1    | Rams Milano               | .900 | 10 | 9 | 0 | 1 | 272 | 36  |
| 2    | Giaguari Torino           | .750 | 10 | 7 | 1 | 2 | 327 | 66  |
| 3    | Tauri Torino              | .750 | 10 | 7 | 1 | 2 | 298 | 84  |
| 4    | Squali Genova             | .300 | 10 | 3 | 0 | 7 | 70  | 242 |
| 5    | Riders Sesto San Giovanni | .200 | 10 | 2 | 0 | 8 | 86  | 377 |
| 6    | Mastini Ivrea             | .100 | 10 | 1 | 0 | 9 | 40  | 288 |

##### Girone Est
| Pos. | Squadra          | %V   | G  | V | N | P  | PF  | PS  |
| ---- | ---------------- | ---- | -- | - | - | -- | --- | --- |
| 1    | Aquile Ferrara   | .800 | 10 | 8 | 0 | 2  | 144 | 66  |
| 2    | Angels Pesaro    | .800 | 10 | 7 | 2 | 1  | 191 | 70  |
| 3    | Falchi Modena    | .550 | 10 | 5 | 1 | 4  | 161 | 74  |
| 4    | Redskins Verona  | .500 | 10 | 5 | 0 | 5  | 116 | 67  |
| 5    | Muli Trieste     | .350 | 10 | 3 | 1 | 6  | 96  | 93  |
| 6    | Virgilio Mantova | .000 | 10 | 0 | 0 | 10 | 30  | 368 |

##### Girone Nord
| Pos. | Squadra             | %V   | G  | V  | N | P | PF  | PS  |
| ---- | ------------------- | ---- | -- | -- | - | - | --- | --- |
| 1    | Frogs Busto Arsizio | 1000 | 10 | 10 | 0 | 0 | 241 | 37  |
| 2    | Seamen Milano       | .750 | 10 | 7  | 1 | 2 | 134 | 44  |
| 3    | Jets Bolzano        | .550 | 10 | 5  | 1 | 4 | 127 | 153 |
| 4    | Rhinos Milano       | .500 | 10 | 4  | 2 | 4 | 135 | 81  |
| 5    | Climbers Rovereto   | .100 | 10 | 1  | 0 | 9 | 40  | 202 |
| 6    | Giants Bolzano      | .100 | 10 | 1  | 0 | 9 | 50  | 210 |

##### Girone Centro
| Pos. | Squadra          | %V   | G  | V | N | P  | PF  | PS  |
| ---- | ---------------- | ---- | -- | - | - | -- | --- | --- |
| 1    | Warriors Bologna | .900 | 10 | 8 | 2 | 0  | 334 | 33  |
| 2    | Doves Bologna    | .750 | 10 | 7 | 1 | 2  | 277 | 111 |
| 3    | Panthers Parma   | .600 | 10 | 5 | 2 | 3  | 261 | 137 |
| 4    | Grizzlies Roma   | .550 | 10 | 5 | 1 | 4  | 232 | 113 |
| 5    | Condor Grosseto  | .200 | 10 | 2 | 0 | 8  | 60  | 276 |
| 6    | Gladiatori Roma  | .000 | 10 | 0 | 0 | 10 | 22  | 516 |

## Playoff
Accedono ai playoff le prime 2 squadre di ogni girone.
|  | Quarti di finale | Quarti di finale    | Quarti di finale |                  |    | Semifinali          | Semifinali | Semifinali |  |  | IV Superbowl | IV Superbowl        | IV Superbowl |
|  |                  |                     |                  |                  |    |                     |            |            |  |  |              |                     |              |
|  | 1n               | Frogs Busto Arsizio | 31               |                  |    |                     |            |            |  |  |              |                     |              |
|  | 2o               | Giaguari Torino     | 9                |                  |    |                     |            |            |  |  |              |                     |              |
|  | 2o               | Giaguari Torino     | 9                |                  |    | Frogs Busto Arsizio | 24         |            |  |  |              |                     |              |
|  |                  |                     |                  |                  |    | Frogs Busto Arsizio | 24         |            |  |  |              |                     |              |
|  |                  |                     | Doves Bologna    | 21               |    |                     |            |            |  |  |              |                     |              |
|  | 1e               | Aquile Ferrara      | Doves Bologna    | 21               | 16 |                     |            |            |  |  |              |                     |              |
|  | 1e               | Aquile Ferrara      |                  |                  | 16 |                     |            |            |  |  |              |                     |              |
|  | 2c               | Doves Bologna       | 18               |                  |    |                     |            |            |  |  |              |                     |              |
|  |                  |                     |                  |                  |    |                     |            |            |  |  |              | Frogs Busto Arsizio | 16           |
|  |                  |                     |                  | Warriors Bologna | 6  |                     |            |            |  |  |              |                     |              |
|  | 1c               | Warriors Bologna    | 14               |                  |    |                     |            |            |  |  |              |                     |              |
|  | 2n               | Seamen Milano       | 3                |                  |    |                     |            |            |  |  |              |                     |              |
|  | 2n               | Seamen Milano       | 3                |                  |    | Warriors Bologna    | 14         |            |  |  |              |                     |              |
|  |                  |                     |                  |                  |    | Warriors Bologna    | 14         |            |  |  |              |                     |              |
|  |                  |                     | Angels Pesaro    | 11               |    |                     |            |            |  |  |              |                     |              |
|  | 2o               | Rams Milano         | Angels Pesaro    | 11               | 8  |                     |            |            |  |  |              |                     |              |
|  | 2o               | Rams Milano         |                  |                  | 8  |                     |            |            |  |  |              |                     |              |
|  | 2e               | Angels Pesaro       | 13               |                  |    |                     |            |            |  |  |              |                     |              |

### IV Superbowl
Il IV Superbowl italiano si disputò sabato 7 luglio 1984. Dopo le perplessità suscitate l'anno precedente dalla scelta di un campo indoor, si tornò a giocare all'aperto, e la scelta ricadde sullo Stadio Romeo Neri di Rimini. L'evento fu un successo di pubblico (circa 15.000 spettatori); la partita fu preceduta da uno show dei paracadutisti di Forlì.
L'incontro fu vinto dai Frogs Busto Arsizio, alla loro terza partecipazione, sui Warriors Bologna (2° superbowl disputato) per 16 a 6. Miglior giocatore dell'incontro fu Pier Gallivanone, quarterback dei Frogs.
- Frogs Busto Arsizio campioni d'Italia 1984.

## Altri verdetti
- Mastini Ivrea, Virgilio Mantova, Giants Bolzano, Gladiatori Roma retrocesse in serie B.
- Black Knights Rho, Lions Bergamo, Skorpions Varese, Towers Bologna promosse dalla serie B.